# Ro-15
Ro-15 (呂号第十五潜水艦) — підводний човен Імперського флоту Японії. До введення в Японії в першій половині 1920-х років нової системи найменування підводних човнів мав назву «Підводний човен № 24» (第二十四潜水艦).
«Підводний човен № 24» став третім у типі Kaichū II, який створили шляхом модифікації Kaichū I (перші серійні підводні човни власне японської розробки).
Будівництво «Підводного човна № 24» виконала корабельня ВМФ у Куре. По завершенні корабель класифікували як належний до 2-го класу і включили до складу 15-ї дивізії підводних човнів, яка належала до військово-морського округу Куре.
19 липня 1921-го через несправність в електросистемі на кораблі виникла пожежа, яка досягнула торпедного відсіку. Для запобігання важчим наслідкам човен довелось частково затопити. Хоча істотна частина внутрішнього простору вигоріла, «Підводний човен № 24» відремонтували й повернули на службу.
29 липня 1924-го неподалік від протоки, що розділяє Хонсю та Кюсю, корабель зіткнувся з пароплавом, втім, це не призвело до важких наслідків.
1 листопада 1924-го «Підводний човен № 24» перейменували на Ro-15.
1 вересня 1933-го Ro-15 виключили зі списків ВМФ. 7 березня 1934-го корпус колишнього підводного човна призначили для використання як понтон та позначили № 3036. У 1948-му корпус пустили на злам.